# Rongqu
Rongqu (kinesiska: 绒乡) är en ort i Kina. Den ligger i den autonoma regionen Tibet, i den sydvästra delen av landet, omkring 98 kilometer sydost om regionhuvudstaden Lhasa. Antalet invånare är 6 356. Befolkningen består av 3 113 kvinnor och 3 243 män. Barn under 15 år utgör 20,0 %, vuxna 15-64 år 72 %, och äldre över 65 år 6,0 %.
Runt Rongqu är det mycket glesbefolkat, med 7 invånare per kvadratkilometer. Rongqu är det största samhället i trakten. Trakten runt Rongqu består i huvudsak av gräsmarker.
Genomsnittlig årsnederbörd är 959 millimeter. Den regnigaste månaden är juli, med i genomsnitt 290 mm nederbörd, och den torraste är november, med 2 mm nederbörd.